# Ovinocultura

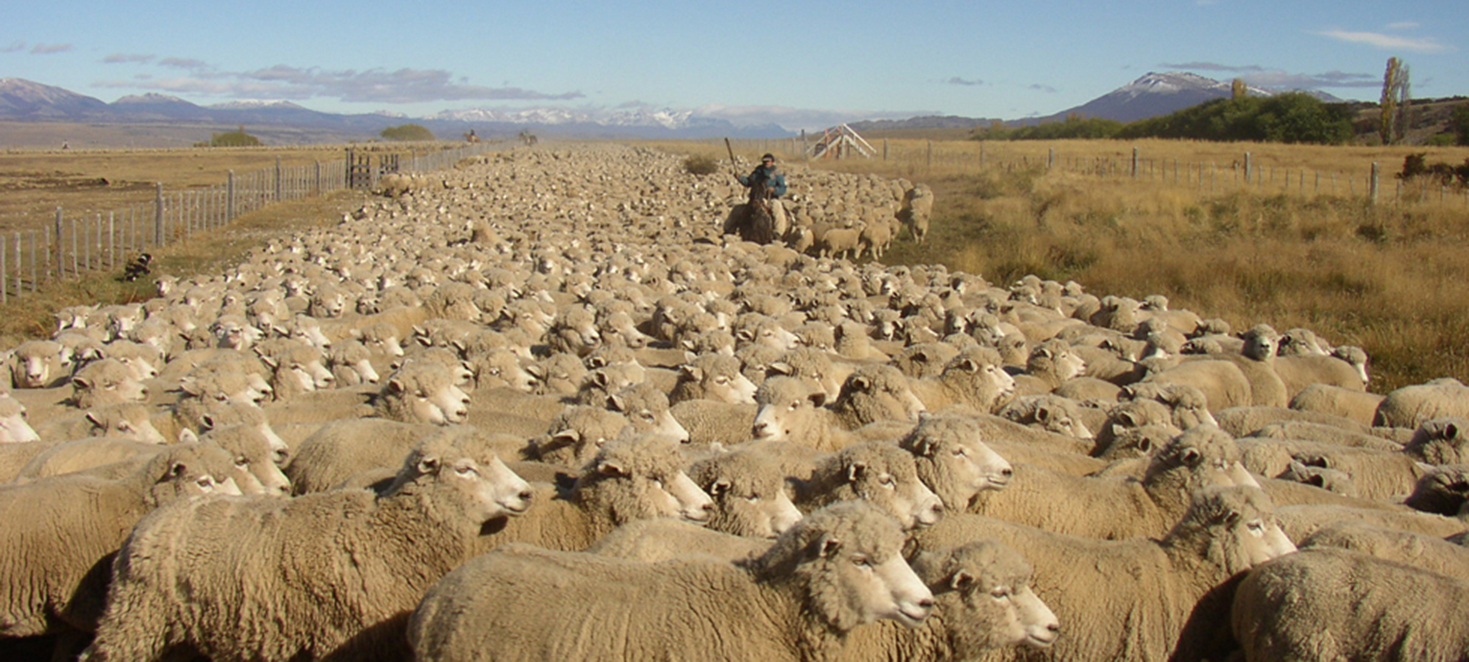
Ovelhas na Patagônia, Argentina

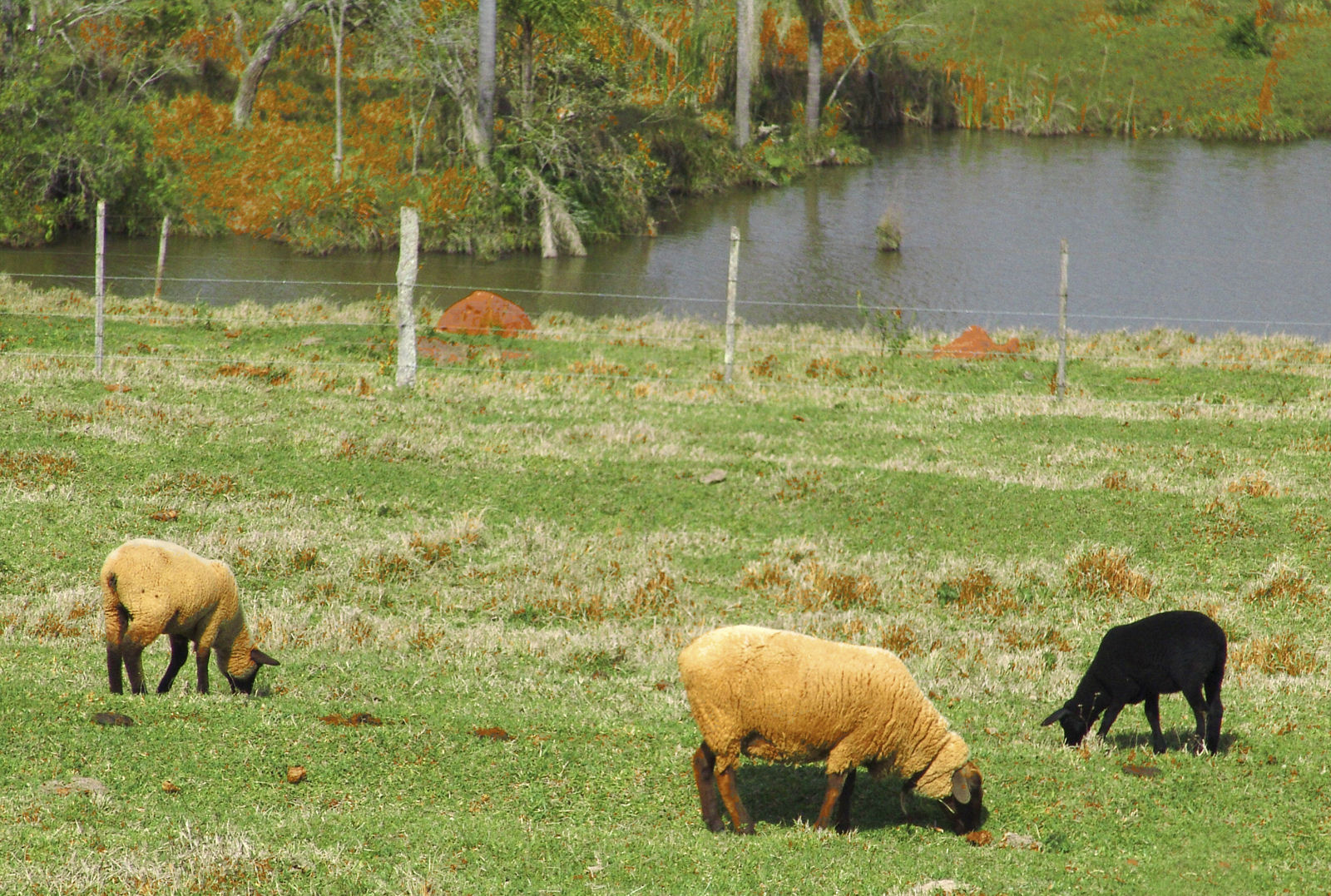
Carneiros pastando

Ovinocultura ou ovinicultura é parte da Zootecnia que trata do estudo e da criação de ovelhas, de ovinos. Uma das primeiras explorações animais feitas pelo homem, há mais de 4000 anos, na Ásia Central.
O objetivo da ovinocultura é a produção de alimentos de origem ovina, na forma de carne e leite, e de outros produtos, tais como a lã extraída destes animais.

## Contexto histórico da ovinocultura
Desde o inicio da década de 90 tem-se verificando um aumento significativo no efetivo do rebanho ovino nacional, com características muito peculiares a cada região política, mas também fortemente atrelado às exigências do mercado consumidor. Assim é que, nos anos 80, e seguindo a migração de comunidades gaúchas para o Centro-Oeste e também para a região Norte, verificou-se considerável introdução de pequenos núcleos de exploração de ovinos, em sua maioria para consumo próprio. Somente para pontuar, esse fato aparentemente com pouco significado parece ter sido o pioneiro da introdução dos ovinos naquelas paragens. 
Coincidência ou não, com a adoção de planos econômicos que retiraram liquidez de inúmeras aplicações financeiras, ou mesmo atividades agropecuárias e industriais, registrou-se, nesse período, um fenômeno de crescimento da ovinocultura no país, indistintamente da região. 
Tal fato culminou com o crescimento da atividade, até certo ponto desordenado, pois muitos criadores iniciantes, assim como muitos técnicos, não se deram conta do tamanho agronegócio que se avizinhava. Com um mercado altamente comprador, seja para carne, para pele, e em menor escala para a lã, surgem como conseqüência os “rebanhos elite”, os importadores de produtos ovinos e os comerciantes de toda ordem. Ávidos por tirar proveito da nova tendência de mercado, muitos não mediram esforços para largarem à frente de seus “competidores”. Com isso, presenciou-se um bom volume de carne ovina importada , pele e peças de vestuário importadas, e toda ordem de produtos e manias. 
Para evitar que a ovinocultura se transforme em um negócio do “carneiro louco“, é fundamental que sejam observados alguns aspectos presentes no cotidiano de uma propriedade rural que tem, na ovinocultura, exploração principal ou complementar. A presença de empresários de outros setores como iniciantes na atividade pode ser de grande valia, dando à ovinocultura um estimulo no que diz respeito à tecnificação das propriedades, um gerenciamento mais galgado nos padrões de grupos empresariais, sem alguns vícios dos criadores tradicionais. 

## Produção da carne ovina
Segundo Couto (2001), o mercado de carne ovina é altamente comprador, fato que deve ser entendido sob o ponto de vista da oferta e procura, não deixando, no entanto, perder-se no horizonte a questão da qualidade do produto, juntamente com oferta perene e características diferenciadas. Essas características, segundo Dantas (2001), podem ser determinadas pela oferta de cortes de carne por preços mais acessíveis ou pela elaboração de novos e exclusivos produtos. O autor assinala, ainda, que o consumidor atual de carne ovina possui alta renda e busca consumir um produto alternativo e diferenciado pelo sabor da qualidade, seja para consumo no lar ou em restaurantes, hotéis e similares.
Muito embora acha um mercado comprador, o que se verifica na verdade são abatedouros e frigoríficos trabalhando com margens mínimas de ocupação de seus parques instalados (Banco do Nordeste, 1999 e Ministério.. 2001). Segundo a literatura pertinente, tal aspecto decorre das implicações regionais do mercado, embora o que realmente se observa na pratica é que expressiva fatia do mercado produtor de carne ovina encontra-se na clandestinidade. Porque os produtos vão para a clandestinidade, em que seu produto passa a ser considerado ilícito, marginal, quase que proibido em algumas mesas de consumidores? As respostas podem se dever a vários fatores, discutidos no decorrer do texto.
Boa parte dos abatedouros e frigoríficos pagam pelo peso vivo, usando, via de regra, uma margem de desconto (quebra) de 50%, pouco se importando com a qualidade do produto recebido e, ao que tudo indica, com o material que ofertara aos consumidores. Isso pode estar afastando aqueles produtores mais tecnificados; que não vêm seus animais receberem o conhecimento devido no quesito preço.
No entanto, ovinocultores que desejarem manter um programa de confinamento em parte de seus rebanhos, com a finalidade de fornecer ao mercado um produto diferenciado, podem optar por essa modalidade de criação. Segundo Macedo et al, (2000), os custos de produção para cordeiros confinados foram de R$ 2.30 coast cross. Avaliando o retorno econômico, os autores mencionaram que os animais confinados superam os terminados a pasto (R$1.579,63 vs R$1.304,50). É importante registrar algumas respostas comparativas entre os dois sistemas estudados pelos pesquisadores: o ganho de peso em gramas por dia foi de 144 vs 106; a idade ao abate foi de 219 vs 258 dias (peso ao abate = 30 kg de PV); o rendimento de carcaça foi de 42,59 vs 38,27% e a mortalidade atingiu 2 e 8% para os cordeiros confinados e a pasto, respectivamente. 

#### Custos de produção de cordeiros confinados ou terminados a pasto
|                                             | Confinados | A Pasto    |
| Ganho de peso em gramas por dia             | 144 g/dia  | 106 g/dia  |
| Idade ao abate (peso ao abate = 30Kg de PV) | 219 dias   | 258 dias   |
| Rendimento de carcaça                       | 42,59%     | 38,27%     |
| Mortalidade de cordeiros                    | 2%         | 8%         |
| Retorno Econômico                           | R$1.579,63 | R$1.304,50 |

Simplicio (2001) ressaltaram as vantagens do confinamento sobre o sistema de reprodução a pastos no que se refere a algumas características produtivas e reprodutivas de ovinos deslanados criados no nordeste brasileiro. Isso não significa, em definitivo, que deva ser essa a estratégia adotada pelos produtores, mas aponta que pode ser mais uma técnica de manejo capaz de produzir animais de qualidade diferenciada e rentabilidade próprias, restando aos produtores e técnicos que lhes assessoram optar pela melhor forma de dar acabamento em seus cordeiros.
Por outro lado, os frigoríficos que buscam inovações tecnológicas, muitas vezes por imposições de mercado, e exigem melhor qualidade e padronização nos produtos que compram (carcaças uniformes quanto a tamanho, acabamento, peso, etc.); tem seus fornecedores transformados em desafetos; os fornecedores entendem que esta é mais uma manobra industria para aumentar suas margens de lucro.
Parcelas significativas de produtores também não encontra vantagens nos preços praticados pelo segmento industrial da cadeia da carne ovina; por isso, entrega seus produtos à rede clandestina de abate e comercialização.
Os produtos oferecidos pela industria da carne ovina em quase nada se diferenciam daqueles que os produtores são capazes de preparar, executando-se, obviamente, a qualidade sanitária ao final do processo. Na ótica de alguns produtores, essa é a oportunidade para sair da “dependência” dos frigoríficos e comerciantes que passam a abater, processar e comercializar a carne.
Que fazer para evitar os abates clandestinos? Apesar de tratar de um problema muito complexo, a solução é extremamente simples. Basta que os produtores de carne ovina tenham a consciência de que são, efetivamente, os responsáveis pela qualidade final do produto, e agindo assim estarão agregando valor ao que produzem, restando então negociar essa qualidade com os frigoríficos.
Outro aspecto muito significativo é o distanciamento aparente entre esses segmentos da cadeia (produtor e agente de transformação), fato inaceitável na realidade de um mercado franco e aberto como o atual. Conversas entre produtores (grupos, associações, cooperativas, condomínios ou consórcios) e frigoríficos não prejudicam nenhum dos interlocutores.

## Considerações gerais sobre a produção da carne ovina
No País, entre as carnes de ovinos, a carne de cordeiro é a mais apreciada pelo consumidor, porém sua oferta é sazonal e incipiente. Além disso, historicamente, sua disponibilidade dependia essencialmente da remuneração da lã, uma vez que grande parte do rebanho nacional era de raças produtoras de lã ou mistas. Esse quadro muda realmente ao se considerar que a ovinocultura praticada do sudeste para cima, onde os ovinos deslanados formam a base de exploração, mas nem assim deixa de apresentar oscilações na oferta dos cordeiros, seja em função da oferta sazonal das pastagens, seja por falta de programação nos criatórios.

#### Animais para abate
De modo geral, pode-se dividi-los nas seguintes classes:
CORDEIRO: Animais de 3 a 6 meses de idade. São os preferidos pelos gourmets ,por terem ossos finos, peso vivo entre 20 e 25 Kg e rendimento de carcaça entre 40 e 50%. Sua carne é rosada lisa, apresentando-se bem enxuta, e sua gordura é branca. Pode-se considerar sub-classe o cordeiro mamão (abatido ao desmame). Os cordeiros representam a principal classe ou categoria dos animais abatidos devido as qualidades acima, mas também por serem mais estudados, terem melhor aceitação popular, melhores carcaças e apresentarem o melhor custo-beneficio.
BORREGO: Animais com 1 a 1,5 anos. Tem ossatura mais desenvolvida, o que contribui para seu rendimento caia para 38 a 43%. Seu peso vivo está entre 30 e 50 Kg. Sua carne é mais vermelha que a anterior e co aproximadamente 35% de gordura na carcaça. Sua aceitação pelo consumidor ainda é boa devida, em grande, parte ao maior peso final ao abate em relação aos cordeiros (transporte, comercialização, etc).
CAPÃO: Por serem machos adultos, apresentam-se com maiores pesos (45 a 50 Kg PV) e o rendimento médio é de 41%. Carne vermelha intensa e com maior teor de gordura de cobertura, chegando a ser excessiva. Talvez, sua vantagem sobre os borregos seja seu rendimento de carcaça, que pode ultrapassar 44%, embora devido, em boa parte, à maior deposição de gordura, fato que limita a aceitação pelo consumidor. 
OVELHA: Geralmente animais com idade avançada. É uma carcaça maior, com ossos mais pesados, excessiva cobertura de gordura, musculatura rígida e com baixa palatabilidade. Carne de coloração vermelho bem escura. Seu rendimento de carcaça é de 40%. Por tudo isto, é mais consumida na propriedade ou por consumidores menos exigentes.
CARNEIRO: São todos os machos que não servem mais à reprodução. Tem baixo valor comercial musculatura bem escura, ossos mais pesados e excessiva cobertura de gordura. Esta ultima confere-lhe um sabor peculiar, provocando a necessidade da comercialização beneficiada (charques, guisados, carneiro no buraco, embutidos, defumados ou lingüiças).
Fica claro que uma mesma propriedade terá todas as categorias mencionadas; explorar uma delas como “carro chefe” parece ser uma das saídas que se tem encontrado ( Ex.: cordeiros-mamão ou precoce, borregos ou borregões; ou ainda capões).
Ovelhas e carneiros serão tipos de animais de descarte e necessariamente deverão sofrer processos de transformação industrial para chegarem à mesa dos consumidores.
Salvos raras exceções, o mercado tem pagado pelo peso vivo, fato que pode não estimular a produção de produtos diferenciados. Porem, surge a possibilidade de formar os contratos de parcela com os frigoríficos, objetivando melhorar a qualidade do produto de acordo como a preferência do consumidor. Nesse sentido, o produtor tem que mostrar aos empresários do setor cárneo a importância de trabalhar com produtos diferenciados (cordeiro, borregos, processados em geral vindos dos animais descartados). Evitar a comercialização de animais adultos para fornecimento de corte pode ser uma atitude louvável, visto que tais animais possuem composição de carne que não agrada à maioria dos paladares.
Onde o produtor tem perdido? Perde nessa relação de desigualdade com a industria. Todavia é óbvio que muito se perde ainda no ciclo produtivo (da porteira para dentro) e por vezes é difícil aceitar essa realidade, tornando-se mais fácil culpar os outros elos de cadeia. Entretanto o produtor tem pleno poder de alterar o estado das coisas da ovinocultura em suas próprias atitudes, como agente empreendedor que é. Para isso, algumas ações muito comuns, em que se podem observar tropeços na ovinocultura de corte, serão expostas a seguir:   
A falta de padronização no tamanho das carcaças pode ser evitada adotando medidas como:
A) Separação dos animais por lotes em faixas etárias, facilitando o manejo alimentar e sanitário, evitando perdas por competição de alimentos ou transmissão de doenças de animais velhos para os mais jovens. Esse simples ato de manejo facilita o acompanhamento dos lotes, os quais serão mais homogêneos, e aqueles animais que se mostram abaixo do padrão terão seu histórico investigado quanto os elementos causais dessa disparidade negativa;
B) Manejo de pastagens adequado para possibilitar às ovelhas condições ideais para o aleitamento de suas crias e recuperação da condição corporal, visto que muitos produtores perdem alguns quilogramas de cordeiros pelo fato de as mães encontrarem-se mal organicamente;
C) Implantar esquema de estação de monta para obter lotes mais homogêneos, que também torna o manejo mais racional. A produção é muito sazonal (flutua muito); às vezes há animais para abater, às vezes não. Novamente, um bom planejamento da estação de monta, ou mesmo calendário de estações, deve ser considerado como uma excelente mudança de atitude, não se descuidando dos aspectos nutricionais, sanitários e de melhoramento genético de rebanho. 
Isso pode produzir um efeito “rebote”, pois a inconstância de oferta gera uma contração natural da demanda, criando um circulo vicioso, de forma que não raro ocorrem picos de demanda em épocas especificas como Páscoa, Natal e final de ano.
O volume produzido é pequeno perto da demanda e o produtor está descapitalizado ou não possui o tempo devido para atender de pronto o mercado. Nesse caso, a palavra mágica é associativismo. Qualquer modelo de grupos de produção possibilita viabilizar volume na ovinocultura. Essa saída é muito usada nos assentamentos promovidos pelo governo federal, os quais se mostram fortes instrumentos para atingir cotas ou metas preestabelecidas entre fornecedores e compradores.
Perdas de ovinos antes do desmame; observar a separação por lotes de idade, verificar se o programa está efetivamente sendo posto em pratica, pois freqüentemente não sai dos papeis dos projetos. Buscar informações quanto ao manejo das ovelhas, pois mães de gêmeos desgastam-se mais que aquelas que pariram cria única e, portanto, merecem melhores dietas, em maior quantidade e por maior tempo, lembrando sempre que ovelha desgastada em um ciclo reprodutivo fatalmente não terá bom desempenho no ciclo seguinte. As condições ambientais em que se pratica a fase da cria são importantíssimas, seja no que se refere às condições climáticas (principalmente evitar locais muito frios e úmidos) ou às condições higiênico-sanitárias.
Ovelhas que morrem próximo ao parto ou logo após o parto podem estar sofrendo as conseqüências desses erros nutricionais acima apontados. À época da monta, as ovelhas tem que estar com boa condição corporal, ou seja, não devem apresentar as pontas das vertebras e ossos da anca excessivamente pronunciados abaixo da musculatura. Por outro lado, não se deseja ovelhas gordas para a estação; esse fato também deve ser observado à época do parto. 
Para resolver essa questão, pode-se destinar os melhores pastos às que pariram gêmeos ou suplementá-las ao serem recolhidas. Quando essa magreza se dá antes da estação, pode-se adotar o flushing alimentar, fornecendo pequena quantidade de concentrado às ovelhas mais “sentidas”.
Elaborar programas de nutrição para atendimento diferencial de produtos para o mercado. Há comunidades que preferem carne com maior índice de gordura de cobertura ou marmoreio, mas há aquelas que as desejam magras. Também há demanda para carcaças pequenas (6-8 Kg) ou grandes (15-18 Kg). Isso implicara em estratégias especificas nos planos nutricionais ou na idade ao abate e até na escolha da raça ou cruzamentos a serem trabalhados, o que depende tanto do manejo nutricional que se pode dar aos animais como da característica do produto final desejada, em função da programação inicial do criatório. Quando não for esse o caso, padronizar o programa nutricional por animal é o mais racional.
O programa de vacinação e vermifugação de matrizes e filhotes deve ser seguido conforme a determinação do medico veterinário que assiste o sistema, evitando-se boa parte de perdas no plantel.